# Daihinia brevipes
Daihinia brevipes är en insektsart som först beskrevs av Samuel Stehman Haldeman 1850.  Daihinia brevipes ingår i släktet Daihinia och familjen grottvårtbitare. Inga underarter finns listade i Catalogue of Life.